# Albina Kelmendi
Albina Kelmendi (ur. 27 stycznia 1998 w Peciu) – kosowsko-albańska piosenkarka i autorka tekstów. 
Finalistka czwartej edycji The Voice of Albania (2014). Reprezentantka Albanii w 67. Konkursie Piosenki Eurowizji (2023).

## Życiorys
Urodziła się w Peciu w Kosowie. Uczyła się gry na klarnecie i fortepianie w szkole muzycznej w swoim rodzinnym mieście. Wraz ze swoją rodziną występowała w zespole pod nazwą Family Band.
W 2014 wzięła udział w czwartym sezonie The Voice of Albania, gdzie zajęła drugie miejsce. W 2015 wzięła udział w albańskim konkursie muzycznym Top Fest w którym zaśpiewała utwór „Nuk ka ma mire”.
W czerwcu 2022 wydała debiutancki album pt. Nana loke. W styczniu 2023, wykonując wraz ze swoją rodziną utwór „Duje”, zwyciężyła w finale Festivali i Këngës 61, dzięki czemu została reprezentantką Albanii w 67. Konkursie Piosenki Eurowizji. 13 maja wystąpiła w finale konkursu i zajęła w nim 22. miejsce.